# روبي روجيرز
روبي روجيرز (بالإنجليزية: Robbie Rogers)‏ (12 مايو 1987 رانتشو بالوس فيرديس الولايات المتحدة - ) هو لاعب كرة قدم أمريكي، يلعب كلاعب وسط، شارك في الألعاب الأولمبية الصيفية 2008.

## مسيرته

### مسيرته مع المنتخبات الوطنية
- 2004 - 2007 لعب مع منتخب الولايات المتحدة تحت 20 سنة لكرة القدم 15 مباراة سجل خلالها 3 أهداف.
- 2009 - 2011 لعب مع منتخب الولايات المتحدة لكرة القدم 18 مباراة سجل خلالها هدفين.

### مسيرته مع الأندية
- 2005 - 2005 لعب مع Orange County Blue Star [الإنجليزية]‏ 3 مباريات.
- 2007 - 2011 لعب مع كولومبوس كرو 106 مباراة سجل خلالها 13 هدف.
- 2012 - 2013 لعب مع ستيفيناغ بوروه 6 مباريات.
- 2012 - 2013 لعب مع ليدز يونايتد 4 مباريات.
- 2014 - 2014 لعب مع لوس انجلوس غالاكسي 2 4 مباريات.
- 2015 - 2015 لعب مع لوس انجلوس غالاكسي 2 مباراة.

## وصلات خارجية
- روبي روجيرز على موقع IMDb (الإنجليزية)

روبي روجيرز على موقع الاتحاد الدولي (مؤرشف)  (الإنجليزية)
- روبي روجيرز على موقع الدوري الأمريكي (الإنجليزية)
- روبي روجيرز على موقع قاعدة بيانات كرة القدم.إي يو (الإنجليزية)
- روبي روجيرز على موقع ناشيونال فوتبول تيمز (الإنجليزية)
- روبي روجيرز على موقع Soccerbase.com (لاعب) (الإنجليزية)
- روبي روجيرز على موقع Soccerway.com (الإنجليزية)
- روبي روجيرز على موقع عالم كرة القدم.نت (الإنجليزية)
- روبي روجيرز على موقع أوليمبيديا (الإنجليزية)
- روبي روجيرز على موقع اللجنة الأولمبية والبارالمبية الأمريكية (الإنجليزية)
- روبي روجيرز على موقع AS.com (الإسبانية)